# Subway Stories - Cronache metropolitane
Subway Stories - Cronache metropolitane (SUBWAYStories: Tales from the Underground) è un film collettivo per la televisione del 1997.
Nel 1995 la HBO organizzò un concorso, invitando i newyorkesi ad inviare le storie delle loro esperienze vissute sulla metropolitana di New York. Il network selezionò dieci storie e le affidò nelle mani di altrettanti registi, che realizzarono dieci cortometraggi.
In Italia è stato distribuito in VHS, allegato a L'Espresso nella collana "Prima Fila".

## Episodi

### Subway Car from Hell
Diretto da Jonathan Demme, sceneggiatura di Adam Brooks, interpreti: Bill Irwin, Kris Parker
- Un imbranato musicista s'aggira in tutta fretta nella metropolitana, ma trova il tempo di fermarsi a un chiosco di hot-dog. L' hot-dog servitogli è troppo piccante e allora compra in tutta fretta una bibita per dissetarsi. Terminato lo spuntino, corre per prendere il treno in arrivo, che però è affollatissimo. Pensando d'essere più furbo, entra nell'unico vagone completamente vuoto che, per sua sfortuna, è invaso da un fetore nauseante.

### The Red Shoes
Diretto da Craig McKay, sceneggiatura di John Guare, interpreti: Denis Leary, Christine Lahti, N'Bushe Wright e Kevin Corrigan
- Un reduce del Vietnam privo d'un arto e in sedia a rotelle, entra in un vagone per chiedere l'elemosina. Inavvertitamente, con la ruota calpesta le scarpe d'una donna, che va su tutte le furie e aggredisce l'uomo verbalmente, sostenendo d'averle rovinato le sue preziose scarpe nuove. L'uomo allora ricalpesta più volte le costose scarpe, la donna se ne va indignata non prima d'averlo definito un parassita e un reietto della società e avergli buttato via la sua questua. Alla scena assistono vari passeggeri che, vedendo l'uomo senza più un soldo, mettono mano ai portafogli per aiutarlo, ma una passeggera insinua il dubbio che il disabile e la signora in realtà siano complici.

### The 5:24
Diretto da Bob Balaban, sceneggiatura di Lynn Grossman, interpreti: Steve Zahn e Jerry Stiller
- Un giovane broker di Wall Street prende ogni giorno il treno delle 5 e 24, dove incontra un anziano signore che gli chiede il giornale; questo gesto, al trascorrere dei giorni e delle settimane, diventa un'abitudine, finché i due iniziano a instaurare un rapporto, in cui l'anziano fornisce al broker informazioni utili per il suo lavoro. Ma improvvisamente il broker non incontra più l'uomo, che ritrova l'anno seguente su un'altra linea della metropolitana intento a dare consigli a un altro giovane uomo d'affari.

### Fern's Heart of Darkness
Diretto da Patricia Benoit, sceneggiatura di Angela Todd, interpreti: Bonnie Hunt
- Una borghese deve andare dall'altra parte della città per riprendersi l'amato cane. Per la prima volta prende la metropolitana e si ritrova in un mondo per lei nuovo. Infastidita dalla presenza di afroamericani, perde il biglietto che le faceva da guida, così scende alla fermata sbagliata. Rimasta sola in una stazione semideserta, rimane intrappolata per un intero fine settimana, tra una porta scorrevole e l'uscita chiusa da una saracinesca. Una volta liberata, viene scambiata per una senzatetto.

### The Listeners
Scritto e diretto da Seth Rosenfeld, interpreti: Lili Taylor, Michael Rapaport e Israel Horovitz
- Una coppia di fidanzati è in conflitto a causa delle diverse idee politiche. Esasperata dal fatto che il fidanzato non la stia ad ascoltare, più preoccupato per cose futili, la ragazza l'abbandona e cambia vagone: qui incontra un anziano che l'ascolta e i due parlano per tutta la durata del viaggio. La ragazza scende alla sua fermata e s'accorge che l'uomo con cui parlava sta continuando a farlo da solo, rendendosi conto che nemmeno questa volta è stata ascoltata.

### Underground
Diretto da Lucas Platt, sceneggiatura di Albert Innaurato, interpreti: Zachary Taylor e Mercedes Ruehl
- Un ragazzo si presenta a un appuntamento sperando di riconquistare l'ex fidanzata, ma la sua illusione viene spezzata dall'incontro dei fratelli e amici della ragazza, che gli fanno capire con le cattive che la storia s'è ormai conclusa. Malconcio e pieno di lividi, il ragazzo sale sulla metropolitana, dove poco dopo viene avvicinato da una donna matura che lo seduce.

### Honey-Getter
Diretto da Alison Maclean, sceneggiatura di Danny Hoch, interpreti: Sarita Choudhury, Nicole Ari Parker e Ajay Naidu
- Due amiche, dopo avere trascorso la serata insieme, alzando il gomito, arrivano alla metropolitana per poi salutarsi e darsi appuntamento al giorno dopo. Una delle ragazze, rimasta sola ad aspettare il treno, è vittima degli sguardi d'apprezzamento di molti uomini. Nel frattempo, sul treno in arrivo vi sono due giovani bulli che, salita la ragazza, le toccano i seni. Traumatizzata dal quel gesto e complice l'alcool che ha in corpo, la bella ragazza decide di vendicarsi, prendendo a calci e pugni i due bulli; fermata dalle guardie, la giovane viene arrestata per aggressione.

### Sax Cantor Riff
Scritto e diretto da Julie Dash, interpreti: Kenny Garrett, Taral Hicks e Sam Rockwell
- Il sassofono d'un musicista di strada accompagna, come una colonna sonora, le storie di vari passeggeri, tra cui il canto gospel d'una giovane ragazza, che al telefono dedica la canzone alla madre morente.

### Love on the Train
Diretto da Abel Ferrara, sceneggiatura di Marla Hanson, interpreti: Rosie Perez, Mike McGlone e Gretchen Mol
- Una coppia di novelli sposi quotidianamente si reca insieme in metropolitana per poi prendere direzioni diverse. Il marito, in un vagone affollato, viene avvicinato da una misteriosa donna che inizia un gioco di seduzione tramite il palo di sostegno. Questi incontri iniziano ad avvenire quotidianamente e si svolgono fugacemente, fatti di sfioramenti e palpeggiamenti, senza mai rivolgersi la parola. Dopo che questo gioco di seduzione si protrae per settimane, l'uomo decide di rivolgere la parola alla donna, che però reagisce trattandolo come un molestatore.

### Manhattan Miracle
Diretto da Ted Demme, sceneggiatura di Joe Viola, interpreti: Gregory Hines e Anne Heche
- Un uomo, mentre sta aspettando il treno ascoltando musica dal suo walk-man, osserva la vita della gente: tra tutti nota una giovane donna disperata e incinta che chiede aiuto ai passanti, venendo ignorata. L'uomo continua a osservare le vicende della donna, finché non nota che la disperazione la porta a togliersi le scarpe e a varcare la linea di sicurezza con l'intenzione di gettarsi sotto il treno in arrivo. L'uomo, non potendo fare finta di nulla, inizia a gridare per dissuadere la ragazza dal suo malsano gesto ma, quando sembra troppo tardi, s'accorge che la giovane è sana e salva, soccorsa all'ultimo istante dal fidanzato.

### Epilogo
I dieci racconti si concludono mostrando il protagonista del primo episodio arrivare in ritardo a una jam session di musicisti che s'esibiscono per il piacere dei passanti.

## Informazioni
- Per questo film a episodi, Spike Lee aveva diretto un cortometraggio intitolato Niggericans e prodotto da Jonathan Demme. L'episodio di Lee narrava di un uomo afroamericano e un uomo portoricano che si affrontavano in un incontro di pugilato in metropolitana. L'episodio diretto da Lee però non fu incluso nel film, poiché il regista non volle tagliare il suo corto per accelerarne il ritmo, come suggeritogli da Demme.[1]
- In piccolissimi ruoli, si possono notare gli allora emergenti Peter Sarsgaard e Mekhi Phifer.